# Grundschule Einswarden
Die Grundschule Einswarden, An den Wurten 39, neben dem ehem. Rathaus Einswarden, im niedersächsischen Nordenham-Einswarden im Landkreis Wesermarsch stammt als frühere Westschule aus dem frühen 20. Jahrhundert.
 
Aktuell (2024) wird sie als Grundschule genutzt.
Das Gebäude steht unter Denkmalschutz (siehe auch Liste der Baudenkmale in Nordenham).

## Geschichte
Die ländliche Bauerschaft Einswarden wurde am Beginn des 20. Jahrhunderts durch die Ansiedlung der 1905 gegründeten Schiffswerft Frerichs AG nun auch industriell geprägt. Durch den Einwohnerzuwachs wurde der Bau neuer Schulen notwendig.
Das zweigeschossige zehnachsige (seil. achtachsige) traufständige verputzte Gebäude mit Walmdach, dem rechten dreigeschossigen Eingang, einem dreigeschossigen Giebelrisalit mit Mansarddach sowie den rechteckigen Fenstern mit Faschen wurde 1912 als Westschule gebaut. 1956 erhielt die Schule einen zweigeschossigen hinteren Neubau.
Bereits 1906 wurde die Ostschule Einswarden gebaut, 1913 die katholische Schule Werftstraße 16 und 1926 die Pestalozzi-Schule.
Das Landesdenkmalamt befand zur Bedeutung: „geschichtlich, städtebaulich“.

## Schule aktuell
An der Grundschule Einswarden unterrichten und wirken aktuell (2024) zwölf Lehrkräfte, zwei pädagogische Mitarbeiterinnen, eine Sonderpädagogin, ein Sozialarbeiter, ein Schulbegleiter, die Sekretärin und eine Schulwartin für um die 135 Kinder.